# Anágámi
Az anágámi (szanszkrit és páli) vagy nem-visszatérő a buddhizmusban egy olyan személyt jelöl, aki hátra hagyta a tudat első öt béklyóját. Ez a tudatszint a megvilágosodás négy szintje közül a harmadiknak felel meg, amely után már csak az arhatság következik.
A nem-visszatérők nem születnek többé újra az emberek birodalmában, hanem valamelyik mennyországban és ott érik el a teljes megvilágosodást.
Az anágámi a következő béklyóktól szabadult meg:
1. Szakkája-ditthi (páli) - én-tudat

2. Szílabbata-parámásza (páli) - szertartásokhoz való ragaszkodás

3. Vicsikiccsá (páli) - szkeptikus kétely

4. Káma-rága (páli) - érzéki vágyak

5. Bjápáda (páli) - rosszindulat
Azok a béklyók, amelyektől a nem-visszatérő még nem szabadult meg:
1. vágy a formára, újjászületés vágya (rúparágo)[2]
2. vágy a formanélkülire, újjászületés vágya (arúparágo)[2]
3. gőg (mána)[3]
4. nyughatatlanság (uddhacsa)[4]
5. tudatlanság (avidjá)[5]

A nem-visszatérők tudatszintje a szakadágámi és az arhat között van. Az arhat megszabadult mind a tíz tudati béklyótól. A buddhista szútrákban úgy tartják, hogy az anágámik "...megszabadultak a könnyektől...", mivel a sírás okait teljesen eltávolították tudatukból.